# Dzaoudzi–Pamandzi nemzetközi repülőtér
A Dzaoudzi–Pamandzi nemzetközi repülőtér (IATA: DZA, ICAO: FMCZ) egy nemzetközi repülőtér a Franciaországhoz tartozó, Afrikától keletre fekvő Mayotte régió és tengerentúli megye Pamanzi/Petit-Terre szigetén, Dzaoudzi és Pamandzi települések közelében. Éves utasforgalma 400 866 fő (2022).

## Kifutók
A repülőtér futópályái:
- 16/34 (1929 m, 45 m, aszfalt)

## Forgalom
Az utasforgalom az elmúlt években az alábbi módon változott:
| Utasok száma | 87 914 | 129 092 | 144 355 | 213 287 | 269 251 | 320 355 | 343 323 | 385 376 | 387 869 | 400 866 |
|              | 1998   | 2001    | 2003    | 2006    | 2009    | 2011    | 2014    | 2017    | 2019    | 2022    |

## Légitársaságok és uticélok
- Said Ibrahim herceg nemzetközi repülőtér (Moroni, Air Austral)
- Fascene Airport (Nosy Be, Air Austral, Ewa Air)
- Julius Nyerere nemzetközi repülőtér (Dar es-Salaam, Ewa Air)
- Flughafen Moroni (Moroni, Ewa Air, Int’Air Îles)
- Arrachart Airport (Ewa Air)
- Ivato repülőtér (Antananarivo, Air Madagascar)
- Pemba Airport (Pemba, Ewa Air)
- Amborovy Airport (Mahajanga, Air Madagascar)
- Ouani Airport (Mutsamudu, Int’Air Îles)
- Mohéli Bandar Es Eslam Airport (Fomboni, Int’Air Îles)
- Jomo Kenyatta nemzetközi repülőtér (Nairobi, Kenya Airways)